# Ungunicus vietnamensis
Ungunicus vietnamensis – gatunek błonkówki z rodziny męczelkowatych, jedyny przedstawiciel rodzaju Ungunicus. 

## Zasięg występowania
Gatunek notowany w Wietnamie.

## Biologia i ekologia
Żywiciele tego gatunku nie są znani.